# Vortal (Informatik)
Ein Vortal ist eine spezielle Form eines internetbasierten Informationsportals. Vortal ist ein Akronym für „Vertical Portal“. Der Begriff internetbasiertes Portal wird schon länger benutzt. Das spezielle an einem Vortal ist die Beschränkung auf einen eingeschränkten, spezialisierten Themenbereich.
Durch die Fokussierung auf eine spezielle Nutzergruppe können Vortals sich stärker auf die spezifischen Themen konzentrieren und die Inhalte in der Tiefe darstellen. Die begleitenden Informationen sind ebenfalls viel stärker als bei einem Portal auf das Thema fokussiert. Zudem handelt es sich bei einem Vortal meistens um ein B2B-Informationssystem mit einem höheren Grad an Vernetzung der integrierten Informationen.